# Otho (Iowa)
Otho és una població dels Estats Units a l'estat d'Iowa. Segons el cens del 2000 tenia 571 habitants.

## Demografia
Segons el cens del 2000, Otho tenia 571 habitants, 240 habitatges, i 155 famílies. La densitat de població era de 489,9 habitants/km².
Dels 240 habitatges en un 30,4% hi vivien nens de menys de 18 anys, en un 54,2% hi vivien parelles casades, en un 7,1% dones solteres, i en un 35,4% no eren unitats familiars. En el 30% dels habitatges hi vivien persones soles el 12,9% de les quals corresponia a persones de 65 anys o més que vivien soles. El nombre mitjà de persones vivint en cada habitatge era de 2,38 i el nombre mitjà de persones que vivien en cada família era de 2,96.
Per edats la població es repartia de la següent manera: un 26,3% tenia menys de 18 anys, un 7,2% entre 18 i 24, un 27,5% entre 25 i 44, un 25,4% de 45 a 60 i un 13,7% 65 anys o més.
L'edat mediana era de 39 anys. Per cada 100 dones de 18 o més anys hi havia 97,7 homes.
La renda mediana per habitatge era de 34.318 $ i la renda mediana per família de 43.750 $. Els homes tenien una renda mediana de 30.179 $ mentre que les dones 22.375 $. La renda per capita de la població era de 14.907 $. Entorn del 7,2% de les famílies i el 9,5% de la població estaven per davall del llindar de pobresa.

## Poblacions més properes
El següent diagrama mostra les poblacions més properes.